# Bahnhof Neckarsulm
Der Bahnhof Neckarsulm ist der größte Bahnhof der baden-württembergischen Großen Kreisstadt Neckarsulm. In ihm mündet die nördliche Innenstadtstrecke der Stadtbahn Heilbronn in die Frankenbahn von Stuttgart nach Würzburg ein. Er befindet sich im Verbundgebiet des Heilbronner Nahverkehrs (HNV).

## Geschichte

### Planung, Bau und Eröffnung
Schon zwischen 1855 und 1857 kamen Pläne zum Bau einer Eisenbahnstrecke von Heilbronn nach Crailsheim (und von dort über das Netz der Königlich Bayerischen Staatseisenbahnen weiter bis nach Nürnberg) auf. Lange war unklar, ob die endgültige Trasse über Neckarsulm und Neuenstadt oder über das Weinsberger Tal geführt werden sollte. Alle Städte und Gemeinden, die ein Interesse am Bahnbau hatten – so auch Neckarsulm – wandten sich in verschiedenen Denkschriften an die Hohe Ständeversammlung, um die Vorteile einer Bahnstrecke durch die jeweilige Gemeinde zu beleuchten. Für die Variante über Neckarsulm sprachen vor allem topografische Gründe, da dort kein Tunnelbau nötig gewesen wäre. Die damalige Oberamtsstadt Neckarsulm begründete ihr Anliegen auch mit wirtschaftlichen Gesichtspunkten. Allerdings befürchtete die Handelsstadt Heilbronn bei einer Führung über Neckarsulm große Bedeutungsverluste, da Neckarsulm so einen Hafen mit einem Eisenbahnknotenpunkt erhalten hätte. Außerdem wären so die Gemeinden des Weinsberger Tales dauerhaft ohne Bahnanbindung geblieben. Am 25. Mai 1858 sprach sich die Hohe Ständeversammlung schließlich für die Streckenführung über Weinsberg statt über Neckarsulm aus. Auch der württembergische König entschied sich durch Unterzeichnung des Eisenbahngesetzes am 17. November 1858 endgültig für die Variante durch das Weinsberger Tal.
Im Jahr 1864 begannen unter der Leitung von Baurat Carl Julius Abel die Bauarbeiten für die Frankenbahn im Abschnitt von Heilbronn über Neckarsulm und Kochendorf nach Jagstfeld (heute: Bad Friedrichshall Hbf), wo Anschluss an das Netz der Großherzoglich Badischen Staatseisenbahnen bestand. Das dreigeschossige Empfangsgebäude in Neckarsulm wurde von Bahnbauinspektor Schurr geplant und aus Sandstein errichtet. Es entstand im Rundbogenstil. Die Bauarbeiten wurden am 11. September 1866 mit der feierlichen Eröffnung durch die Königlich Württembergischen Staats-Eisenbahnen (K.W.St.E) abgeschlossen.
In der Anfangszeit befanden sich Wartesäle der II. und III. Klasse, ein Postbüro, der Telegrafendienst und ein Gepäckbüro im Erdgeschoss des Empfangsgebäudes. In den beiden Obergeschossen waren Wohnungen für Bahnbedienstete untergebracht.

### Weitere Entwicklung
Im Jahr 1885 begann die Förderung von Steinsalz im nahegelegenen Heilbronner Salzbergwerk. Um die hergestellten Mengen an Steinsalz abtransportieren zu können, wurde ursprünglich der Bau eines Industriegleises vom Salzwerk südlich in Richtung des Heilbronner Hauptbahnhofs geplant. Da jedoch der überwiegende Teil des Salzes nördlich von Heilbronn abgesetzt wurde, erschien der Bau einer Anschlussbahn in nördliche Richtung zum Neckarsulmer Bahnhof sinnvoller, da somit auch die Kosten für den Transport des Salzes aufgrund der direkteren Strecke geringer ausfielen. Außerdem eignete sich das Gelände in Richtung Neckarsulm eher zum Bau eines Gleisanschlusses als das Gelände in Richtung des Heilbronner Bahnhofs. 1886 wurde schließlich eine 2,6 km lange Anschlussbahn vom Neckarsulmer Bahnhof zum Salzwerk eröffnet. Diese Anschlussbahn konnte bei Bedarf auch von anderen Industriebetrieben mitbenutzt werden. Vier Jahre später wurde das Salzwerk auch von Heilbronn aus angebunden. Diese Strecken waren der Ursprung der Heilbronner Industriebahn.
Aufgrund des stetig ansteigenden Verkehrs wurde die Frankenbahn zwischen Heilbronn und Jagstfeld im Jahr 1893 zweigleisig ausgebaut. Somit stand für jede Richtung ein Streckengleis zur Verfügung.
Im Jahr 1901 zog das Postamt aus dem Erdgeschoss des Empfangsgebäudes in ein neu gebautes Gebäude am Bahnhofplatz, die Alte Post, um. Der Telegrafendienst verblieb aber weiterhin im Bahnhof.
1907 wurde ein Bahnsteigdach für Neckarsulm geplant.
Im Gegensatz zum Großteil der Neckarsulmer Innenstadt wurde das Bahnhofsgebäude nicht durch die Luftangriffe während des Zweiten Weltkrieges zerstört.
1961 wurde eine Heizzentrale für das Erdgeschoss des Empfangsgebäudes geplant, die außer dem Empfangsgebäude selbst auch ein Nebengebäude und die Güterabfertigung mit Wärme versorgen sollte. Im Rahmen dieser Maßnahme sollten auch die Räume im Untergeschoss des Empfangsgebäudes saniert werden.
Am 1. Oktober 1972 war die Elektrifizierung der Frankenbahn im Abschnitt Heilbronn – Bad Friedrichshall-Jagstfeld und somit auch in Neckarsulm abgeschlossen.
Da sich die Eröffnung der Bahnstrecke im Jahr 1991 zum 125. Mal jährte, wurde zu diesem Anlass ein zweitägiges Bahnhofsfest in Neckarsulm gefeiert. Es fand am 21. und 22. September 1991 statt. Ein ICE – das Flaggschiff der Deutschen Bundesbahn – war damals als Sonderzug zu Gast in Neckarsulm und konnte von den Festbesuchern besichtigt werden.

### Entwicklung seit 2000

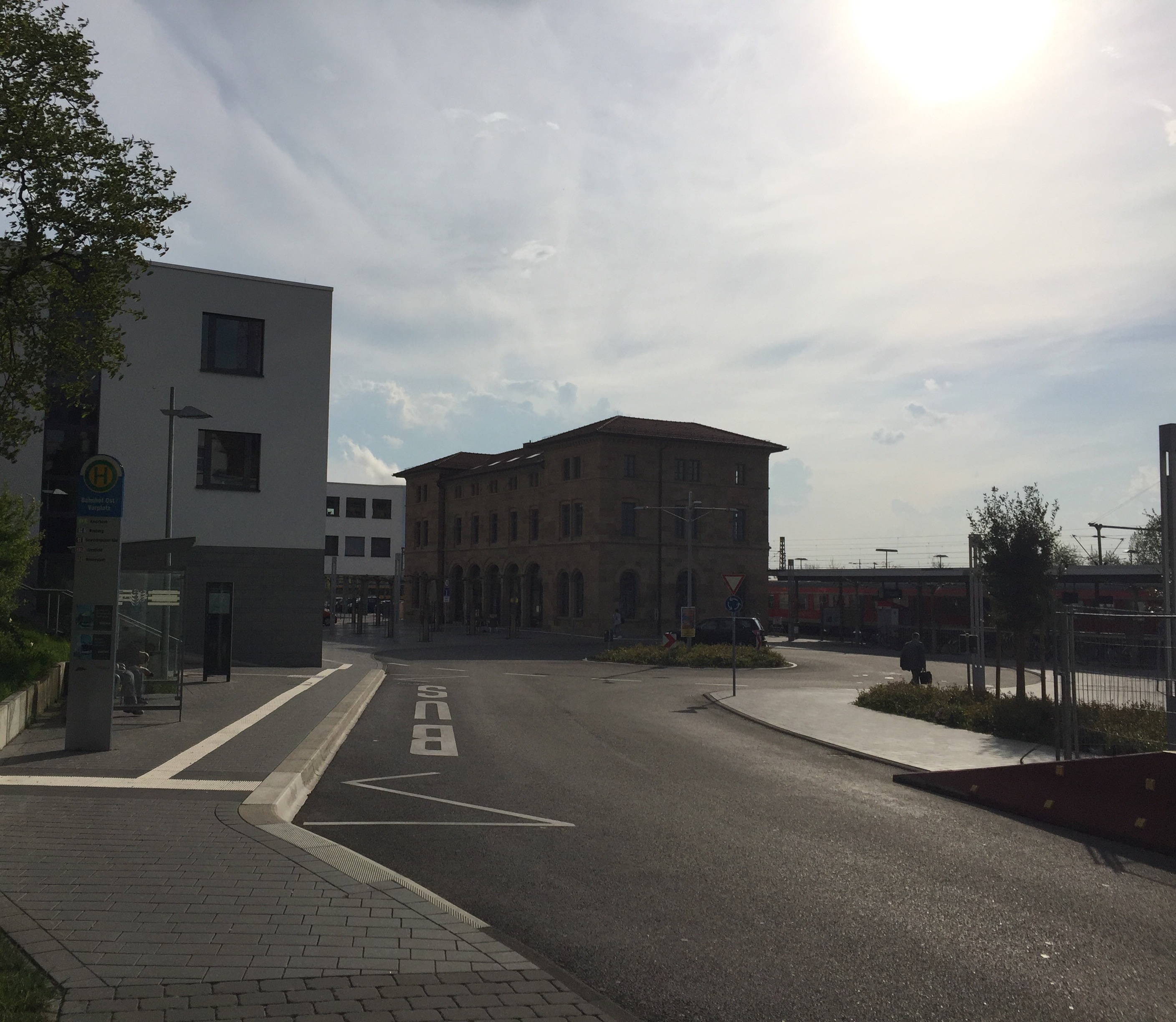
Bahnhofsplatz nach der Umgestaltung (2017)

Nachdem die Deutsche Bahn AG das Empfangsgebäude zum Verkauf angeboten hatte, wurde es am 21. Dezember 2006 durch die Stadt Neckarsulm erworben. Das Gebiet um das Empfangsgebäude wurde zum Sanierungsgebiet Bahnhof Ost erklärt. In der Folge wurden verschiedene Maßnahmen ergriffen, um die städtebauliche Qualität dieser Fläche zu erhöhen. Hierzu wurde das denkmalgeschützte Bahnhofsgebäude im Zeitraum von Juni 2011 bis September 2012 von Grund auf saniert und modernisiert. Die angrenzende ehemalige Güterabfertigung wurde unter dem Namen Gleis 3 zu einem Jugendzentrum umgebaut. Der Bahnhofplatz wurde ebenfalls grundlegend neu gestaltet. An ihm entstand ein Ärzte- und Dienstleistungszentrum, in dem auch eine Bäckerei untergebracht ist. Zwischen Bahnhofsgebäude und Stellwerk entsteht zurzeit ein Vier-Sterne-Hotel unter dem Namen Welcome Hotels Neckarsulm. Es soll im Sommer 2017 fertiggestellt werden. Das Gebäude der Alten Post wird zu einer Gaststätte mit Biergarten umgebaut.
Der Bahnübergang an der Unteren Neckarstraße nördlich des Bahnhofs wurde geschlossen, um einen besseren Verkehrsfluss des Straßenverkehrs innerhalb Neckarsulms zu ermöglichen.
Im November 2013 kamen im Rahmen von Testfahrten erstmals Stadtbahnen der Albtal-Verkehrs-Gesellschaft (AVG) über die neugebaute Nördliche Innenstadtstrecke nach Neckarsulm. Am 14. und 15. Dezember 2013 wurde der Abschnitt Heilbronn Hbf/Willy-Brandt-Platz – Neckarsulm feierlich in Betrieb genommen. Vorerst endeten alle aus Heilbronn kommenden Stadtbahnzüge in Neckarsulm. Am 14. Dezember 2014 folgte dann die Erweiterung bis Mosbach (Baden) als S41, die Strecke nach Sinsheim (Elsenz) Hbf wird seit Mitte 2015 als S42 betrieben.

## Einrichtungen

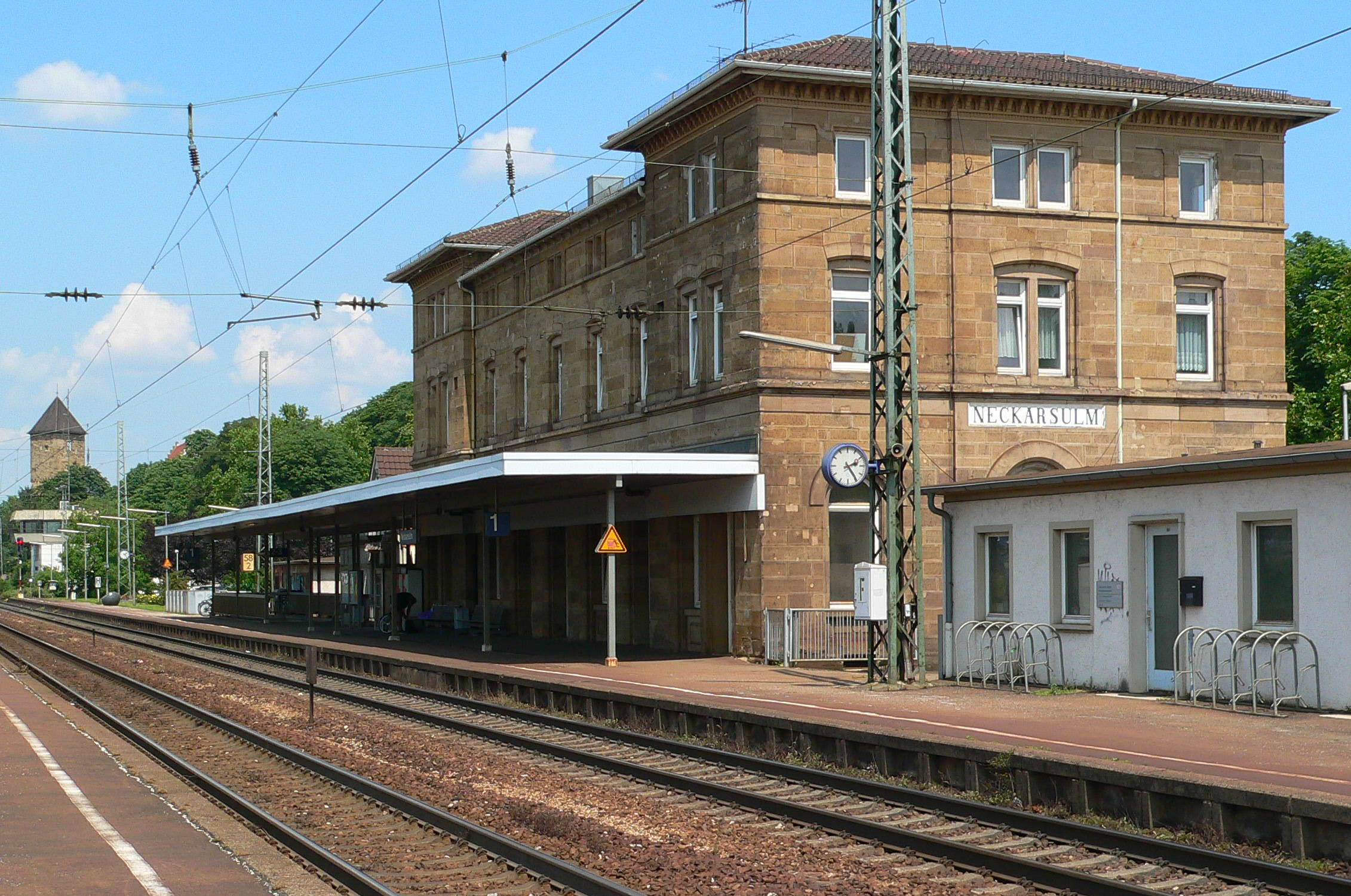
Gleisseite des Empfangsgebäudes (2007)

### Gleisanlagen
Die Gleise 1 bis 5 sind Bahnsteiggleise. Die ersten drei werden von der Deutschen Bahn AG betrieben, die Gleise 4 und 5 wurden erst im Zuge der Stadtbahn errichtet und befinden sich im Eigentum der Albtal-Verkehrs-Gesellschaft, die auch die Stadtbahn betreibt.
- Gleis 1: Regionalverkehr in Richtung Würzburg, Mannheim und Bad Friedrichshall
- Gleis 2: Regionalverkehr in Richtung Heilbronn, Ludwigsburg und Stuttgart
- Gleis 3: Regionalbahnen aus/in Richtung Stuttgart mit Start/Ziel Neckarsulm
- Gleis 4: Stadtbahnen in Richtung Mosbach, Bad Rappenau und Sinsheim
- Gleis 5: Stadtbahnen durch die Heilbronner Innenstadt nach Heilbronn Hbf/Willy-Brandt-Platz

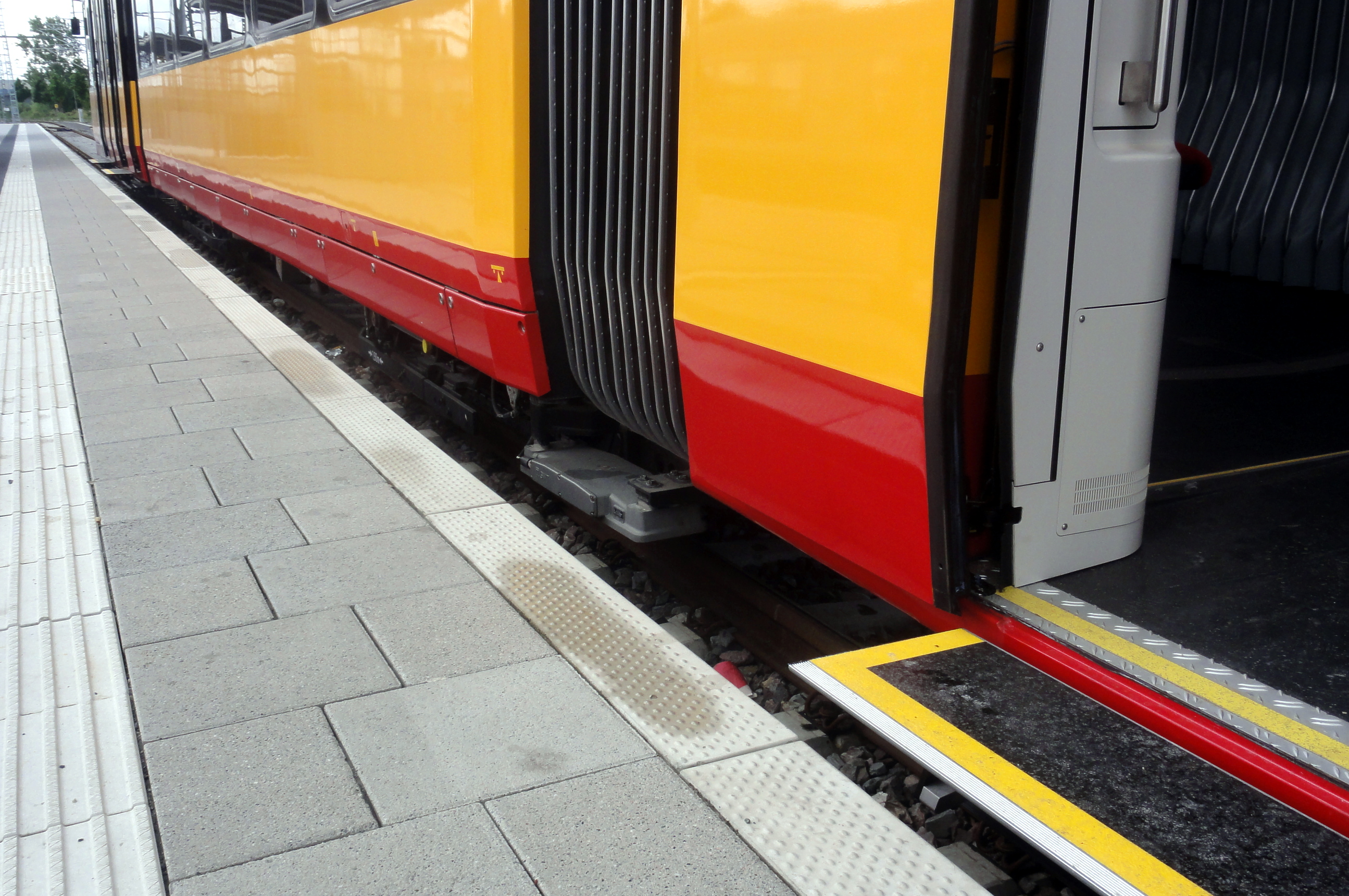
Eine Stadtbahn vom Typ ET 2010 am Bahnsteig in Neckarsulm

Im südlichen Bahnhofsvorfeld befindet sich ein beidseitig angebundenes Abstellgleis, das von Stadtbahnzügen benutzt werden kann. Die Ausfahrt von Gleis 4/5 auf die Gleise der Frankenbahn ist mit einer Schutzweiche ausgestattet. In der Anfangszeit der Stadtbahn wurden die Gleise 4 und 5 noch unter der Straßenbahn-Bau- und Betriebsordnung (BOStrab) betrieben, da den eingesetzten Fahrzeugen vom Typ ET 2010 die Zulassung für EBO-Strecken fehlte. Nachdem die Zulassung durch das Eisenbahn-Bundesamt erteilt wurde, wird der komplette Bahnhofsbereich nach der Eisenbahn-Bau- und Betriebsordnung (EBO) betrieben.

### Empfangsgebäude
Nach dem grundlegenden Umbau von 2011/2012 befinden sich im Erdgeschoss des Empfangsgebäudes ein Kiosk für Reisebedarf, ein DB-Reisezentrum, eine Wartehalle und öffentliche Toiletten. Im Obergeschoss befindet sich das Neckarsulmer Notariat. Das gesamte Bahnhofsgebäude ist rollstuhlgerecht ausgebaut und verfügt über einen Aufzug.

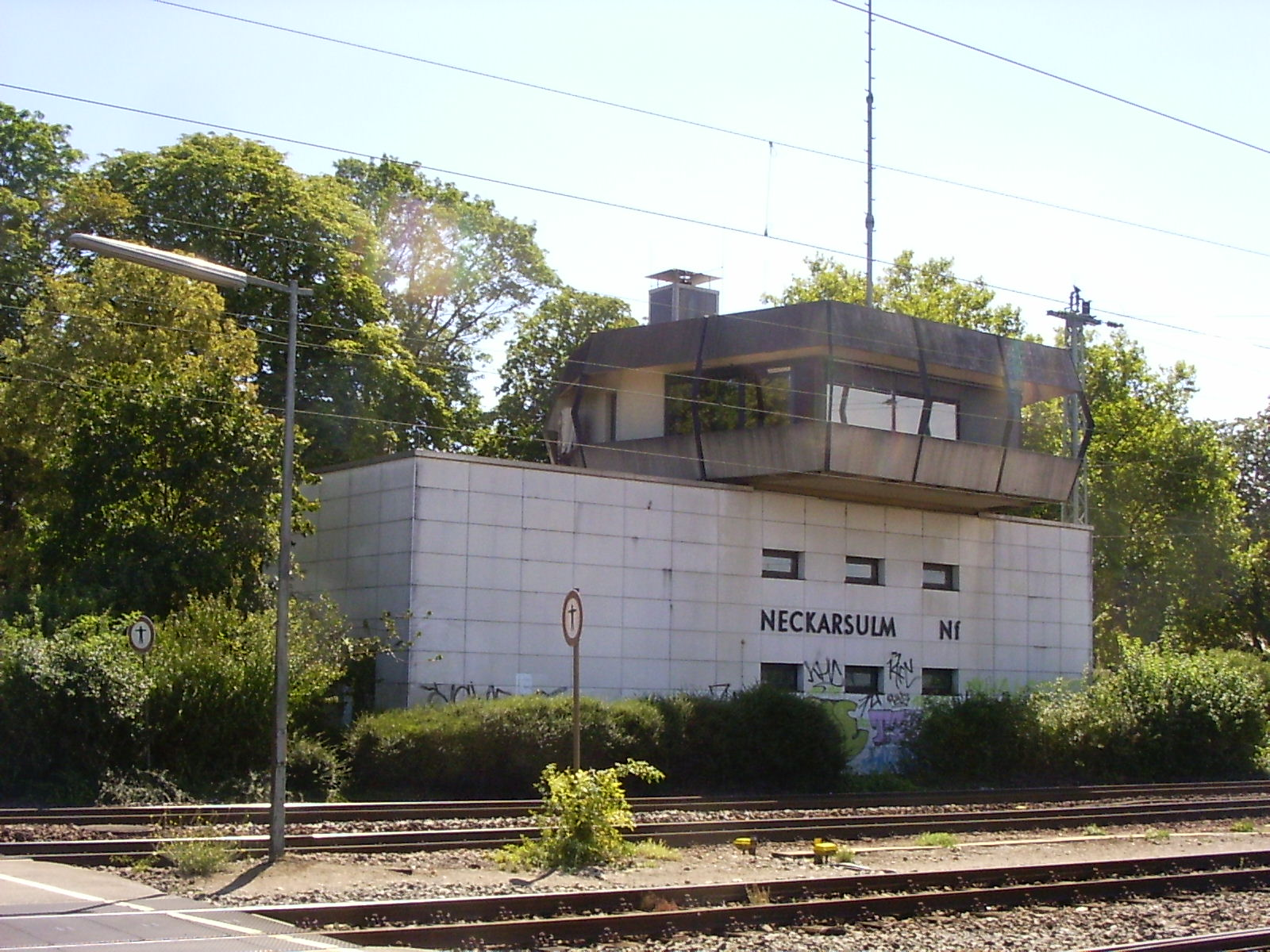
Stellwerk Nf (2012)

### Stellwerk
An Gleis 1 befindet sich das Stellwerk Nf. Es handelt sich hierbei um ein Drucktastenstellwerk vom Typ Sp Dr S60 von Siemens. Die dortigen Fahrdienstleiter sind für den Bahnverkehr um Neckarsulm verantwortlich.

### Barrierefreiheit
Der Bahnhof ist vollständig barrierefrei erreichbar. An allen Bahnsteigen und Zugängen befinden sich Aufzüge, aber auch Treppen. Ein barrierefreier Einstieg in die Züge ist allerdings bisher nur an Gleis 4/5 möglich, da dort die Bahnsteighöhe der Einstiegshöhe in die Stadtbahnwagen angepasst ist.

## Bahnverkehr
| Zuggattung | Strecke | Takt    |
| ---------- | --- | ------- |
| RE 8       | Stuttgart Hbf – Ludwigsburg – Bietigheim-Bissingen – Heilbronn Hbf – Neckarsulm – Bad Friedrichshall Hbf – Möckmühl – Osterburken – Lauda – Würzburg Hbf                             | 60 min  |
| RE 10b     | Heilbronn Hbf – Neckarsulm – Bad Friedrichshall Hbf – Bad Wimpfen – Bad Rappenau – Sinsheim (Elsenz) Hbf – Meckesheim – Neckargemünd – Heidelberg Hbf – Mannheim Hbf                 | 120 min |
| RE 10a     | Heilbronn Hbf – Neckarsulm – Bad Friedrichshall Hbf – Mosbach-Neckarelz – Eberbach – Neckargemünd – Heidelberg Hbf – Mannheim Hbf                                                    | 120 min |
| MEX 18     | Tübingen Hbf – Reutlingen Hbf – Stuttgart Hbf – Ludwigsburg – Bietigheim-Bissingen – Lauffen (Neckar) – Heilbronn Hbf – Neckarsulm – Bad Friedrichshall Hbf – Möckmühl – Osterburken | 60 min  |
| S 41       | Heilbronn Hbf/Willy-Brandt-Platz – Neckarsulm – Bad Friedrichshall Hbf – Gundelsheim (Neckar) – Haßmersheim – Mosbach-Neckarelz – Mosbach (Baden)                                    | 60 min  |
| S 42       | Heilbronn Hbf/Willy-Brandt-Platz – Neckarsulm – Bad Friedrichshall Hbf – Bad Wimpfen – Bad Rappenau – Grombach – Steinsfurt – Sinsheim (Elsenz) Hbf                                  | 30 min  |

Den RE 10 betreibt DB Regio Stuttgart mit Talent-2-Triebwagen. Auf dem RE 8 kommen Flirt-3-Triebwagen von Arverio Baden-Württemberg zum Einsatz. Die Linien S41 und S42 der Albtal-Verkehrs-Gesellschaft verkehren fast ausschließlich mit Zweisystem-Stadtbahnwagen des Typs ET 2010.

## Umstieg

### Linienbusnetz
Der Bahnhof Neckarsulm ist mit vier Haltestellen an das Regional- und Stadtbusnetz angeschlossen. Die Bushaltestellen Bahnhof Ost/Vorplatz, Bahnhof Ost/Salinenstraße und Bahnhof Ost/Friedrichstraße befinden sich auf der Ostseite der Gleise, die Haltestelle Bahnhof West auf der Westseite. Folgende Linien fahren mindestens eine der vier Haltestellen an:
| Linie             | Linienverlauf |
| Stadtbuslinien    | Stadtbuslinien |
| ----------------- | --- |
| 92                | (Schweinshag –) Friedhof am Wald – Breisgaustraße – Realschule – ZOB/Ballei – Bahnhof – Mozartstraße – Stiftsberg – Straßenäcker                         |
| 93                | Friedhof am Wald – Öhringer Weg – Steppachweg – ZOB/Ballei – Bahnhof – Häußlerschule – Stiftsberg – Gewerbegebiet Süd (– S-Bahn Neckarsulm Süd)          |
| 94                | Aquatoll – Wilfenseeweg – Stadtwerke – ZOB/Ballei – Bahnhof – Obereisesheim                                                                              |
| Regionalbuslinien | |
| 624               | Neckarsulm Bahnhof – Neckarsulm ZOB/Ballei – Plattenwald – Amorbach – Dahenfeld – Neuenstadt am Kocher                                                   |
| 691               | Neckarsulm Kaufland – Neckarsulm Bahnhof – Neckarsulm ZOB/Ballei – Amorbach – Plattenwald – Bad Friedrichshall-Kochendorf – Bad Friedrichshall-Jagstfeld |
| 692               | Neckarsulm ZOB/Ballei – Neckarsulm Bahnhof – Binswangen – Erlenbach – Weißenhof – Weinsberg                                                              |
| 694               | Neckarsulm ZOB/Ballei – Neckarsulm Bahnhof – Obereisesheim – Untereisesheim (– Bad Wimpfen)                                                              |
| 695               | Neckarsulm ZOB/Ballei – Neckarsulm Bahnhof – Obereisesheim – Böllinger Höfe                                                                              |

Die Linien werden überwiegend von der DB Regiobus Stuttgart, vom Busunternehmen Zartmann und von Omnibus-Verkehr Ruoff betrieben.

### Fernbusse
Die Haltestelle Bahnhof West wird unter dem Namen Heilbronn/Neckarsulm Bahnhof auch von Fernbusanbietern (Flixbus) angefahren.

### Parkplätze
Auf der Westseite des Bahnhofs gibt es eine P+R-Anlage mit 150 Stellplätzen, die durch die Stadt Neckarsulm betrieben wird. Am Bahnhofplatz gibt es eine kleine Zahl von Kurzzeitparkplätzen, ein Teil davon ist jedoch für Taxiunternehmen reserviert.

## Weitere Haltepunkte in Neckarsulm
Neben dem Bahnhof Neckarsulm gibt es noch weitere Haltepunkte in Neckarsulm, die hauptsächlich dem Stadtbahnverkehr dienen.
Neckarsulm Nord befindet sich auf Höhe des Parkhauses des Audi-Werks. Da er von Beschäftigten des Werks benutzt wird, hält zu bestimmten Zeiten auch der Metropolexpress (MEX) der Linie 18 von der SWEG hier.
Neckarsulm Mitte liegt in unmittelbarer Nähe zum Audi Forum. Auch die Innenstadt mit Ballei und Deutschordensplatz befinden sich in fußläufiger Entfernung.
Neckarsulm Süd bindet hauptsächlich die südlichen Gewerbegebiete Neckarsulms wie zum Beispiel den Klauenfuß an die Stadtbahn an.
Der Haltepunkt Heilbronn Kaufland befindet sich zwar schon an der Heilbronner Stadtgrenze, bindet aber das gleichnamige Einkaufszentrum, das sich noch in Neckarsulm befindet, an.